# Eidgenössische Volksinitiative «Zur Durchsetzung der Ausschaffung krimineller Ausländer (Durchsetzungsinitiative)»
Die eidgenössische Volksinitiative «Zur Durchsetzung der Ausschaffung krimineller Ausländer (Durchsetzungsinitiative)» war eine Volksinitiative der Schweizerischen Volkspartei (SVP), über die am 28. Februar 2016 abgestimmt wurde.
Die Initiative beabsichtigte eine wort- und sinngetreue Umsetzung der in der Volksabstimmung vom 28. November 2010 angenommenen Ausschaffungsinitiative sowie eine Erweiterung der Delikte, die zu einer Ausschaffung führen. Nach Meinung der SVP erfüllte die vom Schweizer Parlament verabschiedete Umsetzungsvorlage die ursprünglichen Anforderungen der angenommenen Initiative nicht, insbesondere weil durch die vorgesehene Härtefallklausel ein Gericht in Einzelfällen auf eine Ausschaffung eines straffälligen Ausländers verzichten kann.
Der Bundesrat und das Parlament empfahlen Volk und Ständen, die Initiative abzulehnen. In der Abstimmung vom 28. Februar 2016 wurde die Initiative mit 58,9 Prozent Nein-Stimmen und mit 17 3/2 gegen 3 3/2 Standesstimmen abgelehnt.

## Initiative

### Absicht
Gemäss der Schweizerischen Volkspartei (SVP), der Urheberin der Initiative, zeigten die parlamentarischen Beratungen zur Umsetzung der Ausschaffungsinitiative sowie die vorgezogene Gerichtspraxis, dass die am 28. November 2010 per Volksabstimmung angenommene Ausschaffungsinitiative der SVP nicht umgesetzt werde. Dabei sei jeweils auf völkerrechtliche Bestimmungen verwiesen worden, welche Priorität hätten und wichtiger seien. In der Schlussabstimmung vom 20. März 2015 habe das Parlament denn auch eine Umsetzungsvorlage verabschiedet, welche sich an einem in derselben Volksabstimmung vom 28. November 2010 abgelehnten Gegenentwurf des Parlaments orientiere.
Eine Parlamentsmehrheit aus Mitte-links habe – gegen den Willen der SVP – in die Umsetzungsgesetzgebung zur Ausschaffungsinitiative die sogenannte Härtefallklausel eingebaut. Hiernach kann das Gericht bei der «obligatorischen Landesverweisung» – welche einen Katalog von schweren Vergehen und Verbrechen umfasst – von einer Landesverweisung absehen, wenn «diese für den Ausländer einen schweren persönlichen Härtefall bewirken würde und die öffentlichen Interessen an der Landesverweisung gegenüber den privaten Interessen des Ausländers am Verbleib in der Schweiz nicht überwiegen; dabei ist der besonderen Situation von Ausländern Rechnung zu tragen, die in der Schweiz geboren oder aufgewachsen sind.» Auch bei anderen als im Katalog genannten Vergehen und Verbrechen soll das Gericht berechtigt sein, einen Landesverweis auszusprechen.

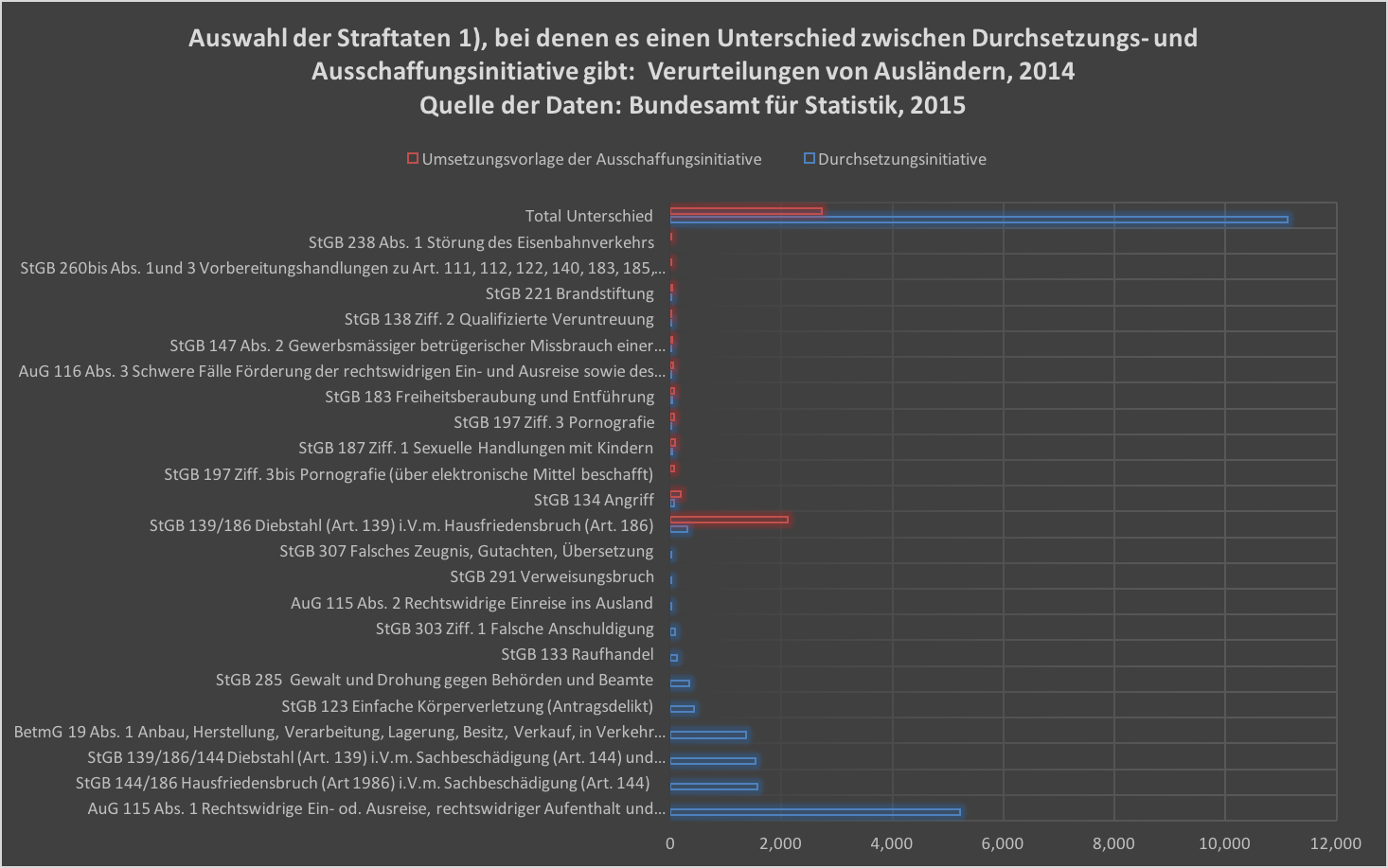
Die Darstellung zeigt die Berechnung des Bundesamts für Statistik (BFS). Sie hebt die Unterschiede der hypothetischen Anzahl Landesverweise im Jahre 2014 für die Umsetzungsvariante im Vergleich zur Durchsetzungsinitiative hervor. Es sind nur Delikte dargestellt, wo sich die beiden Varianten unterscheiden.

Aus Sicht der SVP hatte diese Umsetzung inhaltlich nicht mehr viel mit dem Gedanken der Ausschaffungsinitiative zu tun, da das Gericht in jedem Fall eine Begründung für einen Verzicht auf einen Landesverweis finden könne. Deshalb habe es die Durchsetzungsinitiative gebraucht, um die wort- und sinngetreue Umsetzung der Ausschaffungsinitiative zu erzwingen.

### Härtefallklausel im Umsetzungsgesetz
Nach einigen Diskussionen hat das Parlament in der Schlussabstimmung vom 20. März 2015 eine Umsetzungsvorlage verabschiedet (Anpassung des Strafgesetzbuches und des Militärstrafgesetzes). Die Referendumsfrist ist am 9. Juli 2015 abgelaufen. Seit dem 1. Oktober 2016 sind die Gesetzesbestimmungen zur Ausschaffungsinitiative in Kraft.
Die Härtefallklausel des Umsetzungsgesetzes hat folgenden Wortlaut:
I Die nachstehenden Erlasse werden wie folgt geändert: 1. Strafgesetzbuch,
Art. 66a Obligatorische Landesverweisung
1. Das Gericht kann ausnahmsweise von einer Landesverweisung absehen, wenn diese für den Ausländer einen schweren persönlichen Härtefall bewirken würde und die öffentlichen Interessen an der Landesverweisung gegenüber den privaten Interessen des Ausländers am Verbleib in der Schweiz nicht überwiegen. Dabei ist der besonderen Situation von Ausländern Rechnung zu tragen, die in der Schweiz geboren oder aufgewachsen sind.
2. Von einer Landesverweisung kann ferner abgesehen werden, wenn die Tat in entschuldbarer Notwehr (Art. 16 Abs. 1) oder in entschuldbarem Notstand (Art. 18 Abs. 1) begangen wurde.

Art. 66d Aufschub des Vollzugs der obligatorischen Landesverweisung
1. Der Vollzug der obligatorischen Landesverweisung nach Artikel 66a kann nur aufgeschoben werden, wenn:

### Einreichung und Zustandekommen
Die Initiative wurde am 28. Dezember 2012 mit 155'788 gültigen Stimmen eingereicht.

### Inhalt und Wortlaut
Die Volksinitiative hat folgenden Wortlaut:
Art. 197 Ziff. 9 (neu)
9. Direkt anwendbare Übergangsbestimmung zu Art. 121 (Aufenthalt und Niederlassung von Ausländerinnen und Ausländern)
1 Zur Durchsetzung der Ausschaffung krimineller Ausländerinnen und Ausländer gelten die nachfolgenden Bestimmungen:
1. Landesverweisung
  1. Das Gericht oder die Staatsanwaltschaft verweist Ausländerinnen und Ausländer, die wegen einer der folgenden strafbaren Handlungen verurteilt werden, unabhängig von der Höhe der Strafe aus dem Gebiet der Schweiz:

    1. vorsätzliche Tötung (Art. 111 des Strafgesetzbuchs, StGB), Mord (Art. 112 StGB), Totschlag (Art. 113 StGB);
    2. schwere Körperverletzung (Art. 122 StGB), Gefährdung des Lebens (Art. 129 StGB);
    3. Einbruchsdelikt durch kumulative Erfüllung der Straftatbestände des Diebstahls (Art. 139 StGB), der Sachbeschädigung (Art. 144 StGB) und des Hausfriedensbruchs (Art. 186 StGB);
    4. qualifizierter Diebstahl (Art. 139 Ziff. 2 und 3 StGB), Raub (Art. 140 StGB), gewerbsmässiger Betrug (Art. 146 Abs. 2 StGB), qualifizierte Erpressung (Art. 156 Ziff. 2, 3 und 4 StGB), gewerbsmässige Hehlerei (Art. 160 Ziff. 2
StGB);
    5. Betrug (Art. 146 StGB) im Bereich der Sozialhilfe und der Sozialversicherungen sowie Sozialmissbrauch (Ziff. V.1);
    6. Menschenhandel (Art. 182 StGB), qualifizierte Freiheitsberaubung und Entführung (Art. 184 StGB), Geiselnahme (Art. 185 StGB);
    7. sexuelle Nötigung (Art. 189 StGB), Vergewaltigung (Art. 190 StGB), Schändung (Art. 191 StGB), Förderung der Prostitution (Art. 195 StGB);
    8. Völkermord (Art. 264 StGB), Verbrechen gegen die Menschlichkeit (Art. 264a StGB), Kriegsverbrechen (Art. 264b-264j StGB);
    9. Widerhandlung gegen Artikel 19 Absatz 2 oder 20 Absatz 2 des Betäubungsmittelgesetzes vom 3. Oktober 1951 (BetmG).

  2. Das Gericht oder die Staatsanwaltschaft verweist Ausländerinnen und Ausländer, die wegen einer der folgenden strafbaren Handlungen verurteilt werden, aus dem Gebiet der Schweiz, wenn sie innerhalb der letzten zehn Jahre seit dem Entscheid bereits rechtskräftig zu einer Freiheits- oder Geldstrafe verurteilt worden sind:

    1. einfache Körperverletzung (Art. 123 StGB), Aussetzung (Art. 127 StGB), Raufhandel (Art. 133 StGB), Angriff (Art. 134 StGB);
    2. Hausfriedensbruch (Art. 186 StGB) in Verbindung mit Sachbeschädigung (Art. 144 StGB) oder Diebstahl (Art. 139 Ziff. 1 StGB);
    3. qualifizierte Veruntreuung (Art. 138 Ziff. 2 StGB), gewerbsmässiger betrügerischer Missbrauch einer Datenverarbeitungsanlage (Art. 147 Abs. 2 StGB), gewerbsmässiger Check- und Kreditkartenmissbrauch (Art. 148 Abs. 2 StGB), gewerbsmässiger Wucher (Art. 157 Ziff. 2 StGB);
    4. Freiheitsberaubung und Entführung (Art. 183 StGB);
    5. sexuelle Handlungen mit Kindern (Art. 187 Ziff. 1 StGB), sexuelle Handlungen mit Abhängigen (Art. 188 Ziff. 1 StGB), sexuelle Handlungen mit Anstaltspfleglingen, Gefangenen, Beschuldigten (Art. 192 StGB), Ausnützung der Notlage (Art. 193 StGB), Pornografie (Art. 197 Ziff. 3 StGB);
    6. Brandstiftung (Art. 221 Abs. 1 und 2 StGB), vorsätzliche Verursachung einer Explosion (Art. 223 Ziff. 1 StGB), Gefährdung durch Sprengstoffe und giftige Gase in verbrecherischer Absicht (Art. 224 StGB), Herstellen, Verbergen, Weiterschaffen von Sprengstoffen und giftigen Gasen (Art. 226
StGB);
    7. Geldfälschung (Art. 240 Abs. 1 StGB), Geldverfälschung (Art. 241 Abs. 1 StGB);
    8. öffentliche Aufforderung zu Verbrechen oder zur Gewalttätigkeit (Art. 259 StGB), Beteiligung an oder Unterstützung einer kriminellen Organisation (Art. 260ter StGB), Gefährdung der öffentlichen Sicherheit mit Waffen (Art. 260quater StGB), Finanzierung des Terrorismus (Art. 260quinquies StGB);
    9. Gewalt und Drohung gegen Behörden und Beamte (Art. 285 StGB), Verweisungsbruch (Art. 291 StGB);
    10. falsche Anschuldigung (Art. 303 Ziff. 1 StGB), qualifizierte Geldwäscherei (Art. 305bis Ziff. 2 StGB), falsches Zeugnis, falsches Gutachten, falsche Übersetzung (Art. 307 Abs. 1 und 2 StGB);
    11. vorsätzliche Widerhandlung gegen Artikel 115 Absätze 1 und 2, 116 Absatz
3 oder 118 Absatz 3 des Ausländergesetzes vom 16. Dezember 2005;
    12. Widerhandlung gegen Artikel 19 Absatz 1 oder 20 Absatz 1 BetmG.

  3. Wurde innerhalb der letzten zehn Jahre ein Strafverfahren eröffnet, das im Zeitpunkt des Entscheids gemäss Ziffer 2 noch nicht abgeschlossen ist, so wird die Landesverweisung ausgesprochen, sobald die betroffene Person rechtskräftig zu einer Freiheits- oder Geldstrafe verurteilt worden ist.
  4. Von einer Landesverweisung kann abgesehen werden, wenn die Tat in entschuldbarer Notwehr (Art. 16 StGB) oder in entschuldbarem Notstand (Art. 18 StGB) begangen wird.
  5. Die Person, gegen die rechtskräftig eine Landesverweisung ausgesprochen wurde, verliert, unabhängig von ihrem ausländerrechtlichen Status, das Aufenthaltsrecht sowie alle Rechtsansprüche auf Aufenthalt in der Schweiz und Wiedereinreise in die Schweiz.
2. Ausreisefrist und Einreiseverbot
  1. Mit Aussprache einer Landesverweisung setzt das Gericht oder die Staatsanwaltschaft der betreffenden Person eine Ausreisefrist und belegt sie gleichzeitig für die Dauer von 5 bis 15 Jahren mit einem Einreiseverbot.
  2. Bei einer Verurteilung nach Ziffer I.1 ist die Dauer des Einreiseverbots auf
mindestens 10 Jahre anzusetzen.
  3. Im Wiederholungsfall beträgt die Dauer des Einreiseverbots 20 Jahre.
3. Vollzug
  1. Die Landesverweisung ist durch die zuständige kantonale Behörde im Anschluss an die rechtskräftige Verurteilung beziehungsweise nach Verbüssung der Strafe unverzüglich zu vollziehen.
  2. Die Landesverweisung kann nur vorübergehend aufgeschoben werden, wenn zwingende Gründe nach Artikel 25 Absätze 2 und 3 der Bundesverfassung entgegenstehen.
  3. Bei ihrem Entscheid hat die zuständige kantonale Behörde von der Vermutung auszugehen, dass die Ausweisung in einen Staat, den der Bundesrat nach Artikel 6a Absatz 2 des Asylgesetzes vom 26. Juni 1998 als sicher bezeichnet, nicht gegen Artikel 25 Absätze 2 und 3 der Bundesverfassung verstösst.
  4. Werden Gründe nach Artikel 25 Absätze 2 und 3 der Bundesverfassung geltend gemacht, so entscheidet die zuständige kantonale Behörde innerhalb von 30 Tagen. Der Entscheid kann an das zuständige kantonale Gericht weitergezogen werden. Dieses entscheidet innerhalb von 30 Tagen nach Eingang des Rechtsmittels; der Entscheid ist endgültig.
4. Verhältnis zum Völkerrecht
Die Bestimmungen über die Landesverweisung und deren Vollzugsmodalitäten gehen dem nicht zwingenden Völkerrecht vor.
5. Sozialmissbrauch
  1. Wer für sich oder andere durch unwahre oder unvollständige Angaben, durch Verschweigen wesentlicher Tatsachen oder in anderer Weise Leistungen der Sozialhilfe oder einer Sozialversicherung unrechtmässig erwirkt oder zu erwirken versucht, wird, sofern die Tat nicht nach einer anderen Bestimmung mit höherer Strafe bedroht ist, mit Freiheitsstrafe bis zu fünf Jahren oder Geldstrafe bestraft.
  2. In leichten Fällen kann auf Busse erkannt werden.

2 Absatz 1 ist direkt anwendbar.

### Abweichungen zum Deliktskatalog des Umsetzungsgesetzes
Rund 40 Delikte sind identisch in beiden Deliktskatalogen aufgeführt. Die Durchsetzungsinitiative führte zusätzlich 20 Delikte auf, wobei mit Ausnahme von Art. 264 bei allen eine rechtskräftige Verurteilung zu einer Freiheits- oder Geldstrafe in den letzten zehn Jahren Bedingung für die Ausweisung ist. Das Umsetzungsgesetz führt zusätzlich 17 Delikte auf. Bei weiteren 17 Delikten erfolgt die Ausweisung gemäss der Durchsetzungsinitiative nur nach einer Vorstrafe, gemäss Umsetzungsgesetz auch ohne.
| Artikel                                            | Delikt |
| -------------------------------------------------- | --- |
| Strafgesetzbuch (StGB) vom 21. Dezember 1937       | |
| Art. 123                                           | einfache Körperverletzung |
| Art. 133                                           | Raufhandel |
| Art. 186 i. V. m. Art. 144                         | Hausfriedensbruch in Verbindung mit Sachbeschädigung                                                                                 |
| Art. 188 Ziff. 1                                   | sexuelle Handlungen mit Abhängigen                                                                                                   |
| Art. 192                                           | sexuelle Handlungen mit Anstaltspfleglingen                                                                                          |
| Art. 193                                           | Ausnützung der Notlage |
| Art. 197 Ziff. 3                                   | Anwerbung oder Veranlassung einer minderjährigen Person zur Mitwirkung an einer pornografischen Vorführung                           |
| Art. 240 Abs. 1                                    | Geldfälschung |
| Art. 241 Abs. 1                                    | Geldverfälschung |
| Art. 259                                           | öffentliche Aufforderung zu Verbrechen oder zur Gewalttätigkeit                                                                      |
| Art. 264b                                          | Anwendungsbereich Art. 264d‒264j |
| Art. 264i                                          | Bruch eines Waffenstillstandes oder des Friedens, Vergehen gegen einen Parlamentär, verzögerte Heimschaffung von Kriegsgefangenen    |
| Art. 264j                                          | andere Verstösse gegen das humanitäre Völkerrecht                                                                                    |
| Art. 285                                           | Gewalt und Drohung gegen Behörden und Beamte                                                                                         |
| Art. 291                                           | Verweisungsbruch |
| Art. 303 Ziff. 1                                   | falsche Anschuldigung bei der Behörde                                                                                                |
| Art. 305bis Ziff. 2                                | qualifizierte Geldwäscherei |
| Art. 307 Abs. 1 und 2                              | falsches Zeugnis, falsches Gutachten, falsche Übersetzung in einem gerichtlichen Verfahren; wenn mit Eid oder Handgelübde bekräftigt |
| Ausländergesetz (AuG) vom 16. Dezember 2005        | |
| Art. 115 Abs. 1 und 2                              | illegale Einreise und Aufenthalt nach Ablauf des Aufenthaltstitels                                                                   |
| Betäubungsmittelgesetz (BetmG) vom 3. Oktober 1951 | |
| Art. 19 Abs. 1 oder Art. 20 Abs. 1                 | Besitz, Herstellung, Handel von Betäubungsmitteln; unwahre Angaben, medizinisches Personal                                           |

| Artikel                                      | Delikt |
| -------------------------------------------- | --- |
| Strafgesetzbuch (StGB) vom 21. Dezember 1937 | |
| Art. 115                                     | Verleitung und Beihilfe zum Selbstmord |
| Art. 118 Abs. 1 und 2                        | strafbarer Schwangerschaftsabbruch |
| Art. 124 Abs. 1                              | Verstümmelung weiblicher Genitalien |
| Art. 146 Abs. 1                              | Betrug, Leistungs- und Abgabebetrug (Art. 14 Abs. 1, 2 und 4 des BG vom 22. März 1974 über das Verwaltungsstrafrecht) oder Steuerbetrug, Veruntreuung von Quellensteuern oder eine andere Straftat im Bereich der öffentlich-rechtlichen Abgaben, die mit einer Höchststrafe von einem Jahr Freiheitsstrafe oder mehr bedroht ist |
| Art. 181a                                    | Zwangsheirat, erzwungene eingetragene Partnerschaft |
| Art. 197 Abs. 4 zweiter Satz                 | Pornografie, Gegenstände oder Vorführungen mit tatsächlichen sexuellen Handlungen mit Minderjährigen |
| Art. 225 Abs. 1                              | vorsätzliche Gefährdung ohne verbrecherische Absicht |
| Art. 226bis                                  | Gefährdung durch Kernenergie, Radioaktivität und ionisierende Strahlen |
| Art. 226ter                                  | strafbare Vorbereitungshandlungen, um durch Kernenergie, radioaktive Stoffe oder ionisierende Strahlen eine Gefahr zu verursachen |
| Art. 227 Ziff. 1 Abs. 1                      | vorsätzliches Verursachen einer Überschwemmung oder eines Einsturzes |
| Art. 228 Ziff. 1 Abs. 1                      | vorsätzliche Beschädigung von elektrischen Anlagen, Wasserbauten und Schutzvorrichtungen |
| Art. 230bis Abs. 1                           | vorsätzliche Gefährdung durch gentechnisch veränderte oder pathogene Organismen |
| Art. 231 Ziff. 1                             | vorsätzliches Verbreiten menschlicher Krankheiten |
| Art. 234 Abs. 1                              | vorsätzliche Trinkwasserverunreinigung |
| Art. 237 Ziff. 1 Abs. 2                      | qualifizierte Störung des öffentlichen Verkehrs |
| Art. 238 Abs. 1                              | vorsätzliche Störung des Eisenbahnverkehrs |
| Art. 260bis Abs. 1 und 3                     | strafbare Vorbereitungshandlungen für vorsätzliche Tötung, Mord, schwere Körperverletzung, Verstümmelung weiblicher Genitalien, Raub, Freiheitsberaubung und Entführung, Geiselnahme, Brandstiftung, Völkermord, Verbrechen gegen die Menschlichkeit, Kriegsverbrechen                                                            |

| Artikel                                      | Delikt |
| -------------------------------------------- | --- |
| Strafgesetzbuch (StGB) vom 21. Dezember 1937 | |
| Art. 127                                     | Aussetzung (einen Hilflosen der Gefahr für das Leben oder die Gesundheit aussetzen oder ihn in einer solchen Gefahr im Stiche lassen)                                                                   |
| Art. 134                                     | Beteiligung an einem Angriff auf Menschen, der den Tod oder die Körperverletzung eines Angegriffenen oder eines Dritten zur Folge hat                                                                   |
| Art. 138 Ziff. 2                             | qualifizierte Veruntreuung |
| Art. 147 Abs. 2                              | gewerbsmässiger betrügerischer Missbrauch einer Datenverarbeitungsanlage |
| Art. 148 Abs. 2                              | gewerbsmässiger Check- und Kreditkartenmissbrauch |
| Art. 157 Ziff. 2                             | gewerbsmässiger Wucher |
| Art. 183                                     | Freiheitsberaubung und Entführung |
| Art. 186 i. V. m. Art. 139                   | Hausfriedensbruch in Verbindung mit Diebstahl |
| Art. 187 Ziff. 1                             | sexuelle Handlungen mit Kindern |
| Art. 221 Abs. 1 und 2                        | Brandstiftung |
| Art. 223 Ziff. 1 Abs. 2                      | vorsätzliche Verursachung einer Explosion |
| Art. 224 Abs. 1                              | Gefährdung durch Sprengstoffe und giftige Gase in verbrecherischer Absicht |
| Art. 226                                     | Herstellen, Verbergen, Weiterschaffen von Sprengstoffen und giftigen Gasen |
| Art. 260ter                                  | Beteiligung an oder Unterstützung einer kriminellen Organisation |
| Art. 260quater                               | Gefährdung der öffentlichen Sicherheit mit Waffen |
| Art. 260quinquies                            | Finanzierung des Terrorismus |
| Ausländergesetz (AuG) vom 16. Dezember 2005  | |
| Art. 116 Abs. 3 oder Art. 118 Abs. 3         | Förderung der rechtswidrigen Ein- und Ausreise sowie des rechtswidrigen Aufenthalts und Täuschung der Behörden mit der Absicht der unrechtmässigen Bereicherung oder für eine Gruppe mit dieser Absicht |

### Teilungültigerklärung durch die Bundesversammlung
Der Wortlaut des Abstimmungstextes unterschied sich vom Initiativtext in einem Satz. Ein Satz des Initiativtextes definierte abschliessend, was als zwingendes Völkerrecht zu betrachten sei. Der Satz (ursprünglich der zweite Satz des Art. 197 Ziffer 9 Absatz 1 Ziffer IV) lautete wie folgt:
«Als zwingendes Völkerrecht gelten ausschliesslich das Verbot der Folter, des Völkermords, des Angriffskrieges, der Sklaverei sowie das Verbot der Rückschiebung in einen Staat, in dem Tod oder Folter drohen.»
Der Satz sollte laut Ansicht des Initiativkomitees das nicht zwingende Völkerrecht vom zwingenden abgrenzen, für das es keine universal akzeptierte formelle Definition gebe. Die Bundesversammlung erklärte diesen Satz in ihrer Beratung zur Initiative im März 2015 jedoch für ungültig; er wurde deshalb nicht zur Abstimmung unterbreitet.
Der Bundesrat und die Kommissionsmehrheit des Nationalrates hatten «in Anwendung des Verhältnismässigkeitsprinzips» die Ungültigkeitserklärung des Satzes beantragt, weil sie in dieser «Definition des zwingenden Völkerrechts einen Verstoss gegen Artikel 139 Absatz 3» der Bundesverfassung sahen. (Dieser Artikel verlangt, dass die Bundesversammlung eine Volksinitiative für ungültig erklären muss, wenn die Einheit der Form, die Einheit der Materie oder zwingende Bestimmungen des Völkerrechts verletzt werden.)
Die Definition des zwingenden Völkerrechts der Initiative sei enger als die völkerrechtliche Definition der internationalen Staatengemeinschaft und die entsprechende Praxis der schweizerischen Behörden. Es fehlten die Garantien der Europäischen Menschenrechtskonvention (EMRK), des Internationalen Paktes über bürgerliche und politische Rechte (UNO-Pakt II) und der Genfer Konventionen (humanitäres Kriegsvölkerrecht). Zudem sei die Definition des Non-Refoulement-Gebotes, welches in Artikel 25 der Bundesverfassung enthalten ist, in der Initiative enger ausgelegt. Die Initiative verwende die Formulierung «das Verbot der Rückschiebung in einen Staat, in dem Tod oder Folter drohen». Die völkerrechtliche Definition des zwingenden Völkerrechts definiere aber das Non-Refoulement-Gebot so, dass eine Rückschiebung auch dann nicht möglich sei, wenn eine «andere Art grausamer und unmenschlicher Behandlung oder Bestrafung» drohe.

## Argumente

### Pro
Die Initianten argumentieren vor allem damit, dass der 2010 in der Abstimmung über die Ausschaffungsinitiative geäusserte Volkswille, eine automatische Ausweisung krimineller Ausländer einzuführen, durchgesetzt werden müsse. Das vom Parlament ausgearbeitete Umsetzungsgesetz respektiere durch die Einführung einer Härtefallklausel diesen Volkswillen nicht. Zudem werde mit der konsequenteren Ausweisung von kriminellen Ausländern die Sicherheit der Bevölkerung erhöht. Die Vorwürfe, bei einer Annahme der Initiative würden die Gewaltenteilung, das Völkerrecht und die Menschenrechte verletzt, das Verhältnismässigkeitsgebot nicht beachtet und eine für die Wirtschaft schädliche Rechtsunsicherheit heraufbeschworen, wurden von den Initianten zurückgewiesen; das Gegenteil sei der Fall.

#### «Das Volk will keine Härtefallklausel»
Die Initianten interpretierten den Ausgang der Volksabstimmung über die Ausschaffungsinitiative von 2010 so, dass Volk und Stände keine Härtefallklausel (von den Initianten «Täterschutzklausel» genannt), sondern bei bestimmten Delikten eine automatische Ausweisung ohne Einzelfallprüfung wünschen. Eine eigentliche Härtefallklausel habe nämlich auch der vom Parlament ausgearbeitete Gegenentwurf enthalten, der jedoch vom Volk mit 54,21 % und von sämtlichen Ständen abgelehnt worden sei. Mit der gegen den Willen der SVP in das Umsetzungsgesetz eingefügten Härtefallklausel missachte das Parlament somit den klar geäusserten Volkswillen.
Die Gründe für diesen Willen einer Mehrheit des Volkes sahen die Initianten in der «viel zu laschen und willkürlichen Praxis» der Schweizer Gerichte. Diese Praxis würde die Härtefallklausel rasch zur Regel werden lassen.
Um dem Volkswillen zum Durchbruch zu verhelfen, seien die Initianten zur Durchsetzungsinitiative gezwungen worden. Die mögliche Ergreifung des Referendums gegen das Umsetzungsgesetz sei nicht im Interesse der Initianten gewesen, da sie mit Ausnahme der Härtefallklausel mit dem Gesetz einverstanden gewesen seien. Ein Referendum hätte zudem die angestrebte konsequentere Ausweisung von kriminellen Ausländern weiter um Jahre verzögert.
Die in der Durchsetzungsinitiative enthaltenen Regeln für die Ausweisung krimineller Ausländer gälten auch in vielen anderen Rechtsstaaten, in manchen Fällen, namentlich den USA, sogar in noch strengerer Form.

#### «Die Sicherheit der Bevölkerung in der Schweiz erhöhen»
Nach Ansicht der Initianten würde bei Annahme der Durchsetzungsinitiative die Sicherheit der Bevölkerung in der Schweiz erhöht, auch der ausländischen, indem kriminelle Ausländer mit Schweizer Wohnsitz bei schweren Delikten konsequent ausgewiesen und «Kriminaltouristen» mit einem Einreiseverbot belegt würden. 57'000 von total 113'000 Straftaten (nach Strafgesetzbuch und Betäubungsmittelgesetz) würden jährlich (Stand 2014) von kriminellen Ausländern begangen (31'000 von Ausländern mit ständigem Wohnsitz in der Schweiz, d. h. 35,6 % der 87'000 von Tätern mit Schweizer Wohnsitz begangenen Straftaten bei einem Bevölkerungsanteil von 24,25 %). Dies würde bei Annahme der Durchsetzungsinitiative zu rund 10'000 Ausweisungen führen, wogegen heute nur rund 500 erfolgten.
Besonders stossend sei, dass 61,3 % der Vergewaltigungen von kriminellen Ausländern (42,6 % von Ausländern mit ständigem Wohnsitz in der Schweiz) verübt würden.
Kriminelle Ausländer, die auf Grund des (auch von der Initiative akzeptierten) Non-Refoulement-Prinzips vorerst nicht ausgewiesen werden können, müssten nach Wegfall der Gründe für den vorläufigen Verzicht auf die Ausweisung das Land verlassen. Mit den wenigen Staaten, die ihre kriminellen Landsleute nicht zurücknehmen, seien entsprechende Rückübernahmeabkommen abzuschliessen.
Die konsequentere Ausweisung von kriminellen Ausländern hätte nach Ansicht der Initianten auch eine abschreckende Wirkung, namentlich durch den zweistufigen Deliktskatalog, der Vorbestrafte vor einer weiteren Straftat abhalte. Dies werde die Kriminalitätsrate weiter senken. Heute seien über 70 % der Insassen in Schweizer Gefängnissen Ausländer (19 % mit Schweizer Wohnsitz). Bei sinkender Ausländerkriminalität könnten diese Anzahl und die damit verbundenen Kosten gesenkt werden.

#### Es gehe nicht um Bagatellfälle
Die von den Gegnern der Initiative immer wieder vorgebrachten Beispiele des Diebstahls eines Apfels, eines Kaugummis oder einer Rose in Verbindung mit Hausfriedensbruch und Sachbeschädigung bezeichneten die Initianten als absurd. Nicht nur sei das Delikt Hausfriedensbruch in Verbindung mit Diebstahl auch im Katalog des Umsetzungsgesetzes enthalten und komme damit – im Gegensatz zur Initiative sogar ohne Vorstrafe – auch bei einer Ablehnung der Initiative zum Zuge; Diebstähle solch geringer Werte würden in der Schweiz nie zu einer gerichtlichen Verurteilung führen. Im schlimmsten Fall würde auf Diebstahl in Verbindung mit Art. 172ter StGB (geringfügige Vermögensdelikte) und auf Busse erkannt, womit die Voraussetzung für eine Ausweisung fehle. Normalerweise werde in solchen Fällen gemäss Art. 52 StGB (fehlendes Strafbedürfnis) überhaupt auf eine Bestrafung verzichtet, weil Schuld und Tatfolgen geringfügig sind.
Auch die Behauptung, ein «geringfügiger Sozialmissbrauch», beispielsweise durch Nichtangeben von «kleineren Beträgen aus Nebeneinkünften», führe bei Annahme der Initiative zwingend zur Ausweisung, sei falsch. In der Initiative werde ausdrücklich festgehalten, «in leichten Fällen» könne auf Busse erkannt werden, womit die Bedingung für eine Ausweisung nicht gegeben sei. Im Übrigen sei Sozialmissbrauch wie schon Hausfriedensbruch/Diebstahl auch im Deliktskatalog des Umsetzungsgesetzes enthalten und trete damit auch bei Ablehnung der Initiative in Kraft, ebenfalls mit der Möglichkeit, in leichten Fällen auf Busse zu erkennen. Ohnehin werde aber in der Regel der Betroffene aufgefordert, die unrechtmässig bezogenen Gelder zurückzuzahlen, und mit der Rückzahlung sei der Fall erledigt.
Der zweistufige Deliktskatalog enthalte «keinerlei Bagatelldelikte», sondern im ersten Teil schwere und im zweiten Teil, in dem für eine Ausweisung eine rechtskräftige Verurteilung zu einer Freiheits- oder Geldstrafe innerhalb der letzten zehn Jahre Voraussetzung ist, minderschwere Verbrechen.

#### «Das Verhältnismässigkeitsgebot wird gewahrt»
Den Vorwurf, die Durchsetzungsinitiative verstosse gegen das Verhältnismässigkeitsprinzip, wiesen die Initianten als falsch zurück. Die Initiative differenziere, indem für schwere Verbrechen die automatische Ausweisung erfolge, für minderschwere jedoch nur, wenn eine Vorstrafe vorliege. Sie differenziere ausserdem bei der Dauer der Landesverweisung. Es sei normal, dass der Gesetzgeber seine Auffassung der Verhältnismässigkeit ins Gesetz einbringe. Im Fall einer Verfassungsinitiative sei es das Stimmvolk, das bestimme, was verhältnismässig ist. Für Mord müssten Gerichte beispielsweise eine Strafe von mindestens zehn Jahren aussprechen, weil der Gesetzgeber dies so wolle. Wer mit 140 km/h auf der Autobahn fahre und eine Busse bekomme, könne auch nicht einwenden, die Busse sei unverhältnismässig, weil weit und breit sonst niemand auf der Autobahn unterwegs gewesen sei. Das Rechtssystem funktioniere mit solchen Automatismen, die die Bürger vor Richterwillkür schützten und dafür sorgten, dass gleiche Fälle gleich behandelt werden.
Der Richter müsse und werde das Verhältnismässigkeitsprinzip bei der Beurteilung der Tat und bei der Strafzumessung sehr wohl beachten. Dabei würden die Motive, die persönlichen Umstände und andere Faktoren eine Rolle spielen. Erst wenn der Richter jemanden schuldig gesprochen habe, sehe die Initiative in bestimmten Fällen als zwingende Folge die Ausweisung vor.

#### «Die Gewaltenteilung wird nicht verletzt»
Den Vorwurf, die Initiative verletze die Gewaltenteilung und setze den Rechtsstaat ausser Kraft, weisen die Initianten als haltlos zurück. Zur Gewaltenteilung gehöre auch die gegenseitige Kontrolle der Staatsgewalten. Die Volksinitiative sei ein bewährtes Korrektiv in der schweizerischen Verfassungsmechanik: Wenn eine Gruppe von Stimmbürgern mit Behördenentscheiden nicht einverstanden sei oder eigene Ideen in die Politik einbringen möchte, stünden mit Referendum und Initiative entsprechende Volksrechte zur Verfügung. Zu meinen, das Volk dürfe sich nicht in gesetzgeberische Fragen einmischen, sei falsch und entspreche in keiner Weise den Grundsätzen der schweizerischen Bundesverfassung.
Die Gewaltenteilung werde vielmehr durch das Bundesgericht verletzt, das in seinen Urteilen der Praxis des Europäischen Gerichtshofes für Menschenrechte folge, auch wo dies schweizerischen Gesetzen oder der schweizerischen Verfassung widerspreche. Die Judikative masse sich so Kompetenzen der Legislative an. Verletzt sahen die Initianten die Gewaltenteilung auch durch die häufigen Staatsverträge, die die Schweiz zum Erlass von Gesetzen verpflichte, deren Inhalt im Staatsvertrag bereits festgelegt sei. Die Exekutive übernehme so eine legislative Funktion.
Der Rechtsstaat werde mit der Initiative keineswegs ausgehebelt, sondern im Gegenteil gestärkt. Auch die Richter würden nicht entmachtet, sie sprächen genau wie bisher die Strafe nach der Beurteilung des Täters und der Tat aus. Nur bei der ausländerrechtlichen Massnahme einer Landesverweisung werde ihr Ermessensspielraum eingeschränkt, aber nicht aufgehoben.

#### «Sicherheit erhöht die Standortqualität der Schweiz»
Gemäss den Initianten werde die Standortqualität der Schweiz durch die Durchsetzungsinitiative gestärkt und nicht gefährdet, wie die Gegner glauben machen wollten. Die Schweiz sei immer noch weltweit bekannt als Hort von Sicherheit und Ordnung. Für internationale Firmen sei der Sicherheitsaspekt eines der wichtigsten Kriterien bei der Wahl ihres Firmensitzes. Gute und hochqualifizierte Mitarbeiter liessen sich nur für ein Land gewinnen, das seinen Bürgern ein Höchstmass an Sicherheit biete. Die Durchsetzungsinitiative, deren wichtigstes Ziel die Erhöhung der Sicherheit für die Bevölkerung in der Schweiz sei, sei daher gut für die Wirtschaft.
Die Initiative stehe auch nicht im Widerspruch mit dem Personenfreizügigkeitsabkommen, wie oft behauptet werde. Der Vertrag über die Personenfreizügigkeit enthalte eine Klausel, wonach eine Ausweisung möglich sei, wenn die betreffende Person die öffentliche Sicherheit und Ordnung gefährde. Die Frage sei, wie diese Klausel ausgelegt werde. Die Initianten wollten, dass sie strikter ausgelegt werde. Viele andere Länder sähen das auch so und würden mitziehen, wenn die Schweiz die Durchsetzungsinitiative umsetze. Es sei zwar möglich, dass es zu Konflikten komme; das müsse aber in Kauf genommen werden, damit die Fehlentwicklungen in der Rechtsprechung endlich angegangen würden.

### Kontra
Die Durchsetzungsinitiative wurde von einer Vielzahl von Parteien und Personen für ihren Inhalt und ihre beabsichtigte Wirkungsweise kritisiert. Häufig wurde bemängelt, der neue Verfassungstext untergrabe die Gewaltenteilung, verletze die Europäische Menschenrechtskonvention und provoziere neue Konflikte mit der EU im Bereich der Personenfreizügigkeit.

#### Rechtsstaatliche Bedenken
Die Neue Zürcher Zeitung bezeichnet die Durchsetzungsinitiative als «zutiefst unschweizerisch», da sie einen Gesetzestext in die Verfassung schreibe, zu dem das Parlament nichts mehr zu sagen habe und den die Richter maschinell anzuwenden hätten; man schaffe mit den Worten von SP-Ständerat Daniel Jositsch eine «strafrechtliche Selbstschussanlage». Im Falle einer Annahme der Initiative gebe es für die Gerichte keine Einzelfallprüfung und keinen Ermessensspielraum. So werde ein Mörder gleich behandelt wie ein Gelegenheitsdieb und ein hier geborener Secondo gleich wie ein Kriminaltourist. Indem ein Gesetzesartikel direkt in die Verfassung geschrieben und den Gerichten der Ermessensspielraum entzogen werde, erhebe sich das Volk «zum Gesetzgeber, Richter und Vollstrecker zugleich». Verschiedene Quellen äusserten dazu rechtsstaatliche Bedenken und warnten davor, dass die Gewaltenteilung so umgangen würde.
Zudem wurde als Kritikpunkt hervorgehoben, dass bei einer Annahme der Initiative ein Viertel der Schweizer Wohnbevölkerung «einer spezifischen Rechtlosigkeit ausgesetzt» werde, da für Schweizer und Ausländer faktisch unterschiedliche Rechte gelten würden. Justizministerin Simonetta Sommaruga stellte in diesem Zusammenhang, für den Gesamtbundesrat sprechend, fest: «Diese Initiative ist unmenschlich, sie behandelt Ausländer als Menschen zweiter Klasse»; gemäss Daniel Binswanger würde man damit der «ausländischen Wohnbevölkerung in der Schweiz ein rechtliches Apartheidregime aufzwingen».

#### Bruch mit dem Völkerrecht
Indem die Initiative Bestimmungen des Landesrechts höher werten wolle als solche des Völkerrechts, ignoriere sie die Rechtsprechung des Bundesgerichts. Ausnahmen davon wolle sie nämlich nur zulassen, wenn es sich beim konkreten Fall um zwingendes Völkerrecht handle. Das Bundesgericht habe jedoch klar festgehalten, dass internationale Verträge, zu deren Einhaltung sich die Schweiz mit der Ratifizierung verpflichtet hat – also etwa die Europäische Menschenrechtskonvention (EMRK) oder die Personenfreizügigkeitsabkommen mit der EU –, respektiert werden müssen. Die Durchsetzungsinitiative stelle sich selbst jedoch über die EMRK oder etwa die Kinderrechtskonvention. Sie würde damit eine ähnliche Wirkung entfalten wie die Initiative über «fremde Richter», deren Ziele sie damit in diesem Sinne vorwegnehme.
Wenn die Schweiz die Entscheide des Europäischen Menschenrechtsgerichtshofs nicht mehr umsetze, weil die Bundesverfassung es ihr explizit verbiete, seien Konflikte mit dem Europarat vorprogrammiert. Dies wiederum, so wird befürchtet, dürfte «sowohl das Ansehen und die Glaubwürdigkeit der Schweiz als auch die Schutzwirkung des Systems zum Schutz der Menschenrechte des Europarates in Mitleidenschaft ziehen».

#### «Gefährdung der Wirtschaft durch rechtliche Unsicherheit»
Justizministerin Simonetta Sommaruga betonte am 22. Dezember 2015 im Rahmen einer Medienkonferenz, dass die Durchsetzungsinitiative das Freizügigkeitsabkommen mit der EU verletze. Gemäss Sommaruga würde eine Annahme der Initiative zu zusätzlichen Unsicherheiten in den bilateralen Beziehungen zwischen der Schweiz und der EU führen und die laufenden Gespräche zur Umsetzung des am 9. Februar 2014 von Volk und Ständen angenommenen Zuwanderungsartikels (Art. 121a BV) belasten. Solche Rechtsunsicherheiten, die den bilateralen Weg in Frage stellen können, wären schädlich für die Wirtschaft und für die Interessen der Schweiz.
Ein anderer von FDP-Ständerat Andrea Caroni aufgeworfener Punkt kritisierte, dass hiesige Arbeitgeber jederzeit fürchten müssten, dass ein Angestellter wegen eines Bagatelldelikts ausgeschafft werden könnte.
Namhafte Wirtschaftsvertreter wie Economiesuisse lehnten die Initiative ab; der Maschinenindustrieverband Swissmem sowie der Pharmaverband Interpharma und die Organisation SuccèSuisse unterstützten die Gegnerkampagne finanziell.

#### Kritik am Vorgehen
In ihrer Medienkonferenz kritisierte Justizministerin Sommaruga die SVP dafür, dass sie sich mit der Durchsetzungsinitiative über die bewährten Abläufe der Schweizer Demokratie hinwegsetze. Laut Bundesverfassung ist es Aufgabe des Parlaments, mit Gesetzesanpassungen eine von Volk und Ständen angenommene Volksinitiative umzusetzen (Art. 163 ff. BV). Nachdem die Ausschaffungsinitiative Ende 2010 angenommen worden war, habe das Parlament diesen Auftrag in der Zwischenzeit erfüllt und die Gesetze verschärft. Ohne diese Gesetze abzuwarten und ohne später das Referendum zu ergreifen, hätten die Initianten jedoch den Weg über eine neue Volksinitiative gewählt, noch bevor das Parlament mit den Gesetzgebungsarbeiten überhaupt beginnen konnte.

#### Vorwurf des «Etikettenschwindels»
Gegenüber der Durchsetzungsinitiative wurde der Vorwurf geäussert, dass mit ihr ein Etikettenschwindel betrieben werde. Anders als der Name der Initiative es vermuten lasse, gehe es bei der Durchsetzungsinitiative nicht einfach bloss um eine zweite Abstimmung über die im Jahr 2010 angenommene Ausschaffungsinitiative; die Durchsetzungsinitiative gehe weit darüber hinaus. So enthalte sie «einen weit umfangreicheren Katalog von Straftaten, die zur automatischen Landesverweisung führen würden». Sie füge zudem der Liste leichte Vergehen hinzu, etwa die illegale Einreise oder banale Verstösse gegen das Betäubungsmittelgesetz, womit die Ausschaffung als Bestandteil der Strafe noch viel unverhältnismässiger würde. So schrieben die Initianten der Ausschaffungsinitiative im Jahr 2010, dass «mit rund 1500 Ausschaffungen pro Jahr gerechnet werden» könne; gemäss einer Hochrechnung des Bundesamtes für Statistik (BfS) könne man bei einer Annahme der Initiative allerdings mit 10'210 Ausweisungen rechnen. Die Durchsetzungsinitiative sei deshalb «eine radikale Verschärfung» gegenüber der Ausschaffungsinitiative der Tages-Anzeiger sprach deshalb von einer «Verschärfungsinitiative».

#### Kritik am Souveränitätsbegriff
Im Vorfeld zur Abstimmung wurde von unterschiedlicher Seite die Frage aufgeworfen, wie weit Volksinitiativen gehen dürfen oder, anders gefragt, ob das Volk immer Recht habe.
Der Basler Staatsrechtsprofessor Markus Schefer hat dazu die generelle Kritik geäussert, dass Volksinitiativen zunehmend von Parteien dazu benutzt würden, ihr politisches Profil zu schärfen. Ihm zufolge werde die Verfassungsgebung «für Parteisymbolik missbraucht». Eine Studie des Politikwissenschaftlers Lucas Leemann kommt zum selben Schluss. Der Staatsrechtsprofessor Schefer fordert deshalb, dass der politische Prozess «wieder vermehrt das Ganze in seinen Blick bekommen» müsse.
Bezüglich des Souveränitätsbegriffs schrieb die Neue Zürcher Zeitung (NZZ), dass in der direkten Demokratie das Volk zwar als Souverän walte, doch Souveränität heisse nicht Allmacht. Auch die Volksrechte seien «eingebettet in ein politisches System, das bewusst auf Ausgleich und Konsens ausgelegt» sei; die Durchsetzungsinitiative breche mit dieser Tradition.

## Volksabstimmung

Mehrheiten nach Kantonen

Die Schweizer Stimmberechtigten stimmten am 28. Februar 2016 über die Initiative ab. Die Initiative wurde mit einer Mehrheit von 58,9 % der Abstimmenden abgelehnt. Ebenso stimmte die Mehrheit der Kantone dagegen. Lediglich in den Kantonen Tessin, Appenzell Innerrhoden, Schwyz, Obwalden, Nidwalden und Uri gab es eine Mehrheit für die Initiative.
| Kanton                           | Ja (%) | Nein (%) | Beteiligung (%) |
| -------------------------------- | ------ | -------- | --------------- |
| Aargau                           | 44,3   | 55,7     | 64,3            |
| Appenzell Ausserrhoden           | 44,7   | 55,3     | 66,6            |
| Appenzell Innerrhoden            | 54,3   | 45,7     | 59,6            |
| Basel-Landschaft                 | 40,2   | 59,8     | 63,4            |
| Basel-Stadt                      | 29,8   | 70,2     | 66,6            |
| Bern                             | 40,1   | 59,9     | 61,0            |
| Freiburg                         | 40,9   | 59,1     | 63,6            |
| Genf                             | 35,5   | 64,5     | 55,4            |
| Glarus                           | 48,7   | 51,3     | 57,9            |
| Graubünden                       | 41,8   | 58,2     | 61,0            |
| Jura                             | 39,7   | 60,3     | 55,3            |
| Luzern                           | 43,7   | 56,3     | 68,0            |
| Neuenburg                        | 34,7   | 65,3     | 57,6            |
| Nidwalden                        | 50,6   | 49,4     | 73,6            |
| Obwalden                         | 52,5   | 47,5     | 72,5            |
| Schaffhausen                     | 45,1   | 54,9     | 75,8            |
| Schwyz                           | 53,9   | 46,1     | 68,9            |
| Solothurn                        | 43,0   | 57,0     | 64,1            |
| St. Gallen                       | 45,9   | 54,1     | 62,5            |
| Tessin                           | 59,4   | 40,6     | 68,0            |
| Thurgau                          | 47,2   | 52,8     | 59,7            |
| Uri                              | 51,6   | 48,4     | 73,3            |
| Waadt                            | 33,4   | 66,6     | 58,5            |
| Wallis                           | 45,0   | 55,0     | 63,3            |
| Zug                              | 42,6   | 57,4     | 69,9            |
| Zürich                           | 35,0   | 65,0     | 66,4            |
| Schweizerische Eidgenossenschaft | 41,1   | 58,9     | 63,1            |